# Winner (Dakota du Sud)
Pour les articles homonymes, voir Winner.
La ville de Winner est le siège du comté de Tripp, situé dans le Dakota du Sud, aux États-Unis. Sa population était de 2 897 habitants au recensement de 2010. La municipalité s'étend sur 2,20 milles carrés (5,7 km2).
Fondée en 1909, la ville doit son nom à sa victoire pour devenir le centre économique du comté. « Winner » signifie en effet « gagnant » en anglais.

## Démographie
| 1920  | 1930  | 1940  | 1950  | 1960  | 1970  |
| ----- | ----- | ----- | ----- | ----- | ----- |
| 2 000 | 2 220 | 2 426 | 3 252 | 3 705 | 3 789 |

| 1980  | 1990  | 2000  | 2010  | - | - |
| ----- | ----- | ----- | ----- | - | - |
| 3 472 | 3 354 | 3 137 | 2 897 | - | - |